# ALLPlayer Group
ALLPlayer Group – polski producent oprogramowania na platformy Windows, Android i iOS, producent odtwarzacza multimedialnego ALLPlayer, gry logicznej Superkulki i innych.
W 2013 roku we współpracy z Platige Image została wyprodukowana Catzilla – benchmark komputerowy.